# Engelska språkets dag

Länder där engelska är officiellt språk. Mörkblå färg markerar länder där engelska är största språk och ljusblå länder där engelska är officiellt men inte största språk.

Engelska språkets dag är en av Förenta nationernas internationella dagar. Den  instiftades år 2010 på initiativ av Unesco och uppmärksammas den 23 april varje år.
Engelska är ett av FN:s sex 
officiella arbetsspråk och modersmål för omkring 400 miljoner människor i världen och andraspråk för lika många. Det är det tredje vanligaste modersmålet i världen och officiellt språk i 67 länder. Engelska fungerar också som lingua franca i stora delar av världen.
Temadagen antogs i samband med den internationella modersmålsdagen och det valda datumet är födelse- och dödsdag för den engelska författaren William Shakespeare,  
vars texter har påverkat språket och den engelska grammatiken.